# 全国ローヤルゼリー公正取引協議会
一般社団法人全国ローヤルゼリー公正取引協議会（ぜんこくローヤルゼリーこうせいとりひききょうぎかい）は、ローヤルゼリー取引の公正な競争秩序を確保することを目的に設立された一般社団法人。

## 概要
- 所在地：東京都中央区日本橋小伝馬町12-2 東屋ビル4階
- 設立：1987年7月1日
  - 2012年に一般社団法人へ移行
- 会長：山木康孝